# 玉珠鬘螺
玉珠鬘螺（学名：Echinophoria carnosa），是唐冠螺科Echinophoria的一种。本物種舊屬异腹足目，今屬玉黍螺類支序鶉螺總科。

## 分佈
主要分布于台湾，常栖息在深海。